# Monte Darwin
Der Monte Darwin (auch Cerro Darwin, beides auf Deutsch Darwin-Berg) ist der höchste Berg des Feuerland-Archipels und liegt im chilenischen Teil der Hauptinsel Isla Grande de Tierra del Fuego. Nördlich vom Beagle-Kanal gelegen befindet sich der Monte Darwin in der Cordillera Darwin, der südlichsten der größeren Erhebungen der Anden. Der Berg besteht aus kristallinem Glimmerschiefer und ist vor allem an seinen Südhängen von Eisfeldern bedeckt.
Die Erstbesteigung erfolgte 1961 durch Eric Shipton, E. Garcia, F. Vivanco und C. Marangunic. Die beste Zeit für Besteigungen liegt zwischen Dezember und März.
Seinen Namen erhielt der Berg während der zweiten Reise der Beagle von Kapitän Robert FitzRoy am 12. Februar 1834, dem 25. Geburtstag Charles Darwins.

## Weblink
- Mount Darwin, a climbers challenge and the highest peak in Tierra del Fuego (englisch)